# Alan Crosland
Alan Crosland (Nova Iorque, 10 de agosto de 1894 — Hollywood, 16 de julho de 1936) foi um diretor de cinema estadunidense. Dirigiu o filme The Jazz Singer, considerado o primeiro filme de grande duração com falas.

## Início da vida e carreira
Nascido na cidade de Nova York, Nova York, em uma família judia abastada Crosland frequentou o Dartmouth College. Após a formatura, ele conseguiu um emprego como redator na revista New York Globe. Interessado no teatro, ele começou a atuar no palco, aparecendo em várias produções com a atriz shakespeariana Annie Russell.
Crosland começou sua carreira na indústria cinematográfica em 1912 no Edison Studios no Bronx, Nova York, onde trabalhou em vários empregos por dois anos até aprender o negócio suficientemente bem para começar a dirigir curtas-metragens. Em 1917, ele estava dirigindo longas-metragens e em 1920 dirigiu Olive Thomas em The Flapper, um de seus últimos filmes antes de sua morte em setembro daquele ano.
Em 1925, Crosland estava trabalhando para a produtora de filmes de Jesse L. Lasky, Famous Players-Lasky (mais tarde Paramount Pictures), quando foi contratado pela Warner Bros. para trabalhar em seus estúdios de Hollywood. Ele dirigiu vários filmes mudos para a Warner, incluindo a direção de Don Juan, estrelado por John Barrymore em 1926. Foi o primeiro longa-metragem com efeitos sonoros sincronizados da Vitaphone e trilha sonora musical, embora não tenha diálogos falados. Ele foi escolhido para dirigir Al Jolson em The Jazz Singer (1927). O filme o tornaria famoso como o primeiro dos novos filmes falados que mudaram o curso do cinema.

## Morte
Crosland morreu em 1936 aos 41 anos como resultado de um acidente automobilístico na Sunset Boulevard, em Los Angeles. Ele está enterrado no Cemitério Hollywood Forever. Seu túmulo permaneceu sem identificação por 67 anos até que uma lápide foi doada pelo The Hollywood Underground em 2003.
Seu filho, Alan Crosland Jr. (1918–2001), também teria uma carreira de sucesso como diretor de televisão. Juanita Fletcher era sua mãe.

## Filmografia
- The Case of the Black Cat (1936)
- The Great Impersonation (1935)
- King Solomon of Broadway (1935)
- Lady Tubbs (1935)
- Mister Dynamite (1935)
- It Happened in New York (1935)
- The White Cockatoo (1935)
- The Case of the Howling Dog (1934)
- The Personality Kid (1934)
- Midnight Alibi (1934)
- Massacre (1934)
- Hello, Sister! (1933)
- Week Ends Only (1932)
- The Silver Lining (1932)
- Children of Dreams (1931)
- Captain Thunder (1930)
- Viennese Nights (1930)
- Big Boy (1930)
- Song of the Flame (1930)
- The Furies (1930)
- General Crack (1930)
- On with the Show! (1929)
- The Scarlet Lady (1928)
- Glorious Betsy (1928)
- The Jazz Singer (1927)
- Old San Francisco (1927)
- The Beloved Rogue (1927)
- When a Man Loves (1927)
- Don Juan (1926)
- Bobbed Hair (1925)
- Compromise (1925)
- Contraband (1925)
- Sinners in Heaven (1924)
- Unguarded Women (1924)
- Miami (1924)
- Three Weeks (1924)
- Under the Red Robe (1923)
- Enemies of Women (1923)
- The Face in the Fog (1922)
- Slim Shoulders (1922)
- The Snitching Hour (1922)
- The Prophet's Paradise (1922)
- Why Announce Your Marriage? (1922)
- Shadows of the Sea (1922)
- Room and Board (1921)
- Is Life Worth Living? (1921)
- Worlds Apart (1921)
- Broadway and Home (1920)
- Everybody's Sweetheart (1920)
- The Point of View (1920)
- The Flapper (1920)
- Youthful Folly (1920)
- Greater Than Fame (1920)
- Jennie (1920)
- The Country Cousin (1919)
- The Whirlpool (1918)
- The Unbeliever (1918)
- Friends, Romans and Leo (1917)
- The Apple-Tree Girl (1917)
- The Story That the Keg Told Me (1917)
- The Little Chevalier (1917)
- Knights of the Square Table (1917)
- Chris and His Wonderful Lamp (1917)
- The Light in Darkness (1917)
- Kidnapped (1917)
- The Fear Market (1916)